# لورا مالين
لورا مالين (بالإنجليزية: Laura Malin)‏ (27 أبريل 1974، ريو دي جانيرو في البرازيل)؛ صحفية، كاتِبة وروائية برازيلية.